# Pro Archia
Pro Archia (poeta) („Für [den Dichter] Archias“) ist eine im Jahr 62 v. Chr. gehaltene Verteidigungsrede des römischen Politikers und Anwalts Marcus Tullius Cicero für den Dichter Archias. Cicero verteidigte Archias, über den nicht mehr bekannt ist, als in der Rede erwähnt wird, gegen den Ankläger Grattius. Es ist möglich, dass hinter Grattius die Partei des Gnaeus Pompeius Magnus steht, die mit Archias auch seine reichen Beschützer, die beiden Luculli (Lucius Licinius Lucullus und Marcus Terentius Varro Lucullus), treffen wollte. Vorgeworfen wurde ihm die Anmaßung des römischen Bürgerrechts, was nach der lex Papia des Jahres 65 v. Chr. mit dem Verweis aus Rom bedroht war.

## Aufbau der Rede
In dieser Rede weicht Cicero von der üblichen Aufteilung einer Gerichtsrede ab, was er bereits in § 3 vorbereitet.
- Das Exordium, also die Einleitung, macht Cicero in den §§ 1–3: er erklärt den Grund für die Prozessübernahme (Dankbarkeit, da er Schüler des Archias war); er bittet die Rede in einer anderen Art als gewöhnlich halten zu können.
- Die Propositio, also die Präzisierung des Sachverhalts, wird in § 4 vorgenommen. Archias sei römischer Bürger; wenn er es nicht wäre, so verdiente er es aber, das Bürgerrecht zu erhalten.
- Die Narratio, also die Erzählung des Hergangs, wird von § 4M. bis § 7 vorgenommen. Es wird über die griechische Herkunft des Archias berichtet sowie über seine Ankunft in Rom. Genannt wird auch der Gang nach Sizilien, die Rückkehr sowie der Erwerb des Bürgerrechts.
- Die Argumentatio I (§§ 8–11) enthält die Widerlegung der Anklage. Es werden dabei Gründe angeführt, weswegen die Anklage falsch sein soll. Cicero führt Zeugen für seine Aussagen an (Lucullus, Bürger von Herakleia). Die Zuverlässigkeit der Zeugen sei relevanter als die schriftlich fixierten Dinge. Das Fehlen des Namens in den Censuslisten kann durch eine Abwesenheit von Rom oder eine Nichtabhaltung des Census erklärt werden.
- Die Argumentatio II (§§ 12–30) macht zwar den größten Teil der Rede aus, ist aber extra causam. Cicero redet über den Wert der geistigen Arbeit im Allgemeinen (12–16), wobei er im Speziellen die Rolle der Bildung als a) geistige Ertüchtigung und b) Erholung hervorhebt. Dann (17–30) redet er über das spezielle diesbezügliche Verdienst des Archias. Dabei setzt er sich mit Archias und der Bildung auseinander sowie mit Archias als Dichter. Dabei werden Vergleiche mit Homer und anderen Denkern geliefert. Cicero hebt den Wert der menschlichen Bildung, humanitas, hervor. Archias sei auch das hervorragende Beispiel für einen gebildeten (wenn auch zugewanderten) römischen Bürger.
- Die Peroratio (§§ 31f.) schließt die Rede in normaler Art ab: Cicero bittet die Geschworenen um einen Freispruch für seinen Mandanten und ruft kurz seine Argumente, die er in der Argumentatio I vorgetragen hat (und die aufgrund der langen Ausführungen über Dichter und humanitas gewiss schon etwas in der Wahrnehmung der Geschworenen verblasst sind), in Erinnerung.

Ciceros Rede schien dann tatsächlich zum Freispruch geführt zu haben. Ein erhaltener Brief Ciceros nämlich (vgl. ad Att. I 16,15) setzt Archias' Anwesenheit in Rom voraus.

## Textausgaben und Übersetzungen
- Altay Coşkun (Kritische Edition, Übersetzung mit Einleitung und historisch-philologischen Kommentierungen): Cicero und das römische Bürgerrecht. Die Verteidigung des Dichters Archias. Edition Ruprecht, Göttingen 2010, ISBN 978-3-7675-3054-6.
- Carsten Schmieder (übers., hg. und mit einem Essay von Carsten Schmieder): Pro Archia poeta. = Verteidigung für den Dichter Archias. Hybris Verlag, Berlin 2010, ISBN 978-3-939735-02-1.
- Otto Schönberger (Übers. und Hrsg.): Pro A. Licinio Archia poeta oratio. = Rede für den Dichter A. Licinius Archias. Lateinisch/deutsch. Nachdruck der bibliographisch ergänzten Ausgabe 2006. Reclam, Stuttgart 2011, ISBN 978-3-15-001268-0 (Reclams Universal-Bibliothek 1268).
- Helmuth Vretska, Karl Vretska (Übers. und Hrsg.): Pro Archia poeta. Ein Zeugnis für den Kampf des Geistes um seine Anerkennung. Wissenschaftliche Buchgesellschaft, Darmstadt 1979, ISBN 3-534-06071-7 (Texte zur Forschung 31).